# اچ‌ام‌سی‌اس لیندسی (کی۳۳۸)
اچ‌ام‌سی‌اس لیندسی (کی۳۳۸) (به انگلیسی: HMCS Lindsay (K338)) یک کشتی بود که طول آن ۲۰۸ فوت (۶۳٫۴۰ متر) بود. این کشتی در سال ۱۹۴۴ ساخته شد.